# マーガレット・ゲラー
マーガレット・ジョーン・ゲラー（Margaret Joan Geller、1947年12月8日 - ）は、アメリカ合衆国の天文学者。

## 人物
ニューヨーク州イサカに生まれた。カリフォルニア大学バークレー校、プリンストン大学で学んだ。
1974年からハーバード・スミソニアン天体物理学センターで研究し、1980年にハーバード大学助教授、1988年に天文学教授となった。
1986年にジョン・ハクラ(en)らと赤方偏移掃天観測を行い、多くの銀河が大きさ1億光年の泡状構造の表面にならんでいることを明らかにした。1989年には約2億光年離れた位置に、5億光年以上の長さと約3億光年の幅を持つ、膨大な数の銀河からなるいわゆる『グレートウォール』を発見した。

## 受賞歴
- 1990年 ニューカム・クリーブランド賞
- 2010年 ヘンリー・ノリス・ラッセル講師職、ジェームズ・クレイグ・ワトソン・メダル
- 2013年 リリエンフェルト賞
- 2014年 カール・シュヴァルツシルト・メダル